# Vojen
Vojen (745-820) was een mythische hertog van Bohemen. Hij wordt beschreven in de Chronica Boemorum (Kroniek van Bohemen) geschreven door Cosmas van Praag (1040-1125). Hoewel dit boek geen historisch betrouwbare informatie levert wordt het toch gebruikt als standaardwerk van de Boheemse middeleeuwse geschiedenis.
Vojen was de derde van zeven Boheemse mythische hertogen, die leefden na de (eveneens mythische) stichter van de Přemysliden-dynastie, Přemysl de Ploeger, en de eerste historische hertog Bořivoj I. De namen van de hertogen werden voor het eerst genoemd in de kroniek van Cosmas, waarna ze terechtkwamen in de meeste geschiedenisboeken van de 19e eeuw, met inbegrip van De geschiedenis van de Tsjechische natie in Bohemen en Moravië van František Palacký.
Een theorie over het aantal hertogen wordt ondersteund door fresco's op de muren van de rotunda in Znojmo, Moravië. Anežka Merhautová stelde echter dat de fresco's alle leden van de Přemyslid-dynastie weergeven, inclusief de Moravische.

## Etymologie
Vojen's naam is mogelijk afgeleid van het Slavische woord "vojna", dat oorlog betekent. Záviš Kalandra (1902-1950) dacht dat de namen van de zeven prinsen cryptische namen waren voor de Oud-Slavische dagen van de week - Vojen als derde betekent dan dinsdag. Een andere theorie zegt dat de namen op onjuiste wijze zijn overgenomen uit een oude Slavische tekst.

## Zeven hertogen
De zeven mythische hertogen volgend op Přemysl zijn:
| Mythische prinsen van Bohemen | Mythische prinsen van Bohemen |
| ----------------------------- | ----------------------------- |
| Nezamysl                      |                               |
| Mnata                         |                               |
| Vojen                         |                               |
| Unislav                       |                               |
| Křesomysl                     |                               |
| Neklan                        |                               |
| Hostivit                      |                               |